# 高梨豊
高梨 豊（たかなし ゆたか、1935年2月6日 - ）は、日本の写真家。東京造形大学元教授。

## 来歴
東京都出身。1957年、日本大学芸術学部卒業後、八木治のスタジオに就職。その後、桑沢デザイン研究所に入り、大辻清司に学ぶ、1961年、卒業。日本デザインセンターに入社。1968年には写真同人誌「プロヴォーク」に参加（1970年の活動休止まで）。1970年、日本デザインセンターを退社、フリーとなる。1980年、東京造形大学助教授、1983年、教授、2000年、客員教授。
ライカ同盟（メンバー：高梨豊、赤瀬川原平、秋山祐徳太子）家元。

## 受賞歴
- 1964年　第8回日本写真批評家協会新人賞（「オツカレサマ」）
- 1967年　第5回パリ青年ビエンナーレ写真部門大賞
- 1985年　第34回日本写真協会賞年度賞（「東京人1978-1983」）
- 1991年　第3回「写真の会」賞（「面目躍如」）
- 1993年　第9回東川賞国内作家賞（「初國」他）
- 1994年　第43回日本写真協会賞年度賞（「初國」）
- 2012年　第31回土門拳賞（「IN'」）

## 写真集
- 『都市へ』1974年
- 『東京人』1974年
- 『町』1977年
- 『新おくのほそ道』1982年
- 『東京人 1978〜1983』1983年
- 『高倉健写真集 映像25』1983年
- 『都の貌』1989年（アイピーシー） ISBN 4-87198-796-5
- 『面目躍如人 物写真クロニクル　1964～1989』1990年 ISBN 4-582-27721-7
- 『初国』1993年 ISBN 4-582-27727-6
- 『高梨豊　日本の写真家33』　岩波書店　1998年 ISBN 4-00-008375-9
- 『地名論』2000年 ISBN 4-8399-0438-3
- 『ライカな眼』2002年 ISBN 4-8399-0708-0
- 『ノスタルジア』2004年 ISBN 4-582-27756-X
- 『囲市』2007年 ISBN 978-4-87736-116-7

## 展覧会
- 『高梨豊　光のフィールドノート』展（東京国立近代美術館、2009年1月20日～3月8日）
  - 最初期の作品から最新作までを紹介する、過去最大の個展。
  - 取り上げられたシリーズは、「SOMETHIN' ELSE」、「オツカレサマ」、「東京人」、「都市へ」、「町」、「東京人1978-1983」、「都市のテキスト　新宿」、「初國」、「都の貌」、「next」、「地名論」、「ノスタルジア」、「WINDSCAPE」、「囲市（かこいまち）」、「silver passin'」、の全15シリーズ
  - 東京国立近代美術館にとっても、日本人写真家の個展としては最大規模。
  - 2月7日14:00-15:30には、同美術館地下1階講堂において、高梨豊と田中純（東京大学大学院准教授）との対談が開催された。